# Дачне (Феодосійський район)
Да́чне (до 1945 року — Тарак-Таш, крим. Taraq Taş) — село в Україні, у складі Феодосійського району Автономної Республіки Крим.

## Історія
Село відоме з XIV століття. На території села знайдено скарб боспорських і давньоримських монет.
Поруч з селом підноситься однойменна гора, яка за формою нагадує гребінь. «Taraq taş» з кримськотатарської і перекладається як кам'яний гребінь.
Станом на 1886 у селі Великий Таракташ, центрі Таракташської волості Феодосійського повіту Таврійської губернії мешкало 875 осіб, налічувалось 179 дворових господарств, існували мечеть та 2 лавки. За 10 верст — мечеть. За 15 верст — православна церква, монастир. За 30 верст — мечеть.
У селі діє мечеть XVIII століття «Аджи-Бей Джамі», пам'ятник архітектури з 1992 року.
За переписом 1897 року кількість мешканців зросла до 1574 осіб (839 чоловічої статі та 735 — жіночої), з яких , 1545 — магометанської.
Аж до депортації 1944 року у Таракташі мешкали виключно кримські татари. Історично село складалося з двох частин — верхнього та нижнього маале (кварталів). А розділяла їх однойменна річка Таракташ. У нижньому кварталі теж була мечеть, але сьогодні вона стоїть напівзруйнована.
Після депортації кримських татар був зруйнований і місцевий кримськотатарський цвинтар.

## Населення

### Мова
Розподіл населення за рідною мовою за даними перепису 2001 року:
| Мова                | Відсоток |
| ------------------- | -------- |
| російська           | 67,32 %  |
| кримськотатарська   | 24,86 %  |
| українська          | 5,54 %   |
| інші/не визначилися | 2,28 %   |

## Цікаві факти
- Серед уродженців села також активіст кримськотатарського національного руху, представник регіонального меджлісу, колекціонер і власник домашнього музею кримськотатарської давнини Ільвєр Амєтов.
- Уродженками села Таракташ є відомі серед кримських татар сестри Ур'яне та Зера Кенжикаєви, які обоє є співачками і композиторками. Ур'яне Кенжикаєва навіть присвятила одну зі своїх пісень рідному селу.
- Також, до села належить і сімейне коріння відомого кримськотатарського спортсмена Февзі Мамутова, майстра спорту міжнародного класу та чемпіона Європи з греко-римської боротьби.
- Відома кримськотатарська народна пісня «Seyt oğlu Seydamet» присвячена подіям, що відбулися в 1868 році, коли декількох мешканців Таракташу стратили за звинуваченням у вбивстві ігумена Кизилташського монастиря. Все звинувачення будувалось по свідченнях лише однієї людини і провина іх не була доведена, проте суд винес смертний вирок через повішення. Пізніші дослідження архівних матеріалів також доводять безневинність трьох таракташців. Така жахлива несправедливість і знайшла своє відображення в трагічній пісня про Сеїт олгу Сейдамета. І зараз в селі встановлений пам'ятник тим безневинно засудженим кримським татарам із села Таракташ.